# Hadrobremia longiventris
Hadrobremia longiventris är en tvåvingeart som först beskrevs av Jean-Jacques Kieffer 1909.  Hadrobremia longiventris ingår i släktet Hadrobremia och familjen gallmyggor. Inga underarter finns listade i Catalogue of Life.